# 1921년 전국체육대회 축구
1921년 전국체육대회 축구는 일제강점기 조선 경성부에서 개최된 1921년 전국체육대회의 경기 종목이다. '제1회 전조선축구대회'로 개최되었으며 1921년 2월 11일부터 2월 12일까지 배재고등보통학교 운동장에서 개최되었다. 당초 2월 13일까지 개최될 예정이었으나 분규로 인해 경기가 중단되면서 2월 12일까지만 개최되고 대회가 중단되었다.

## 대회 진행

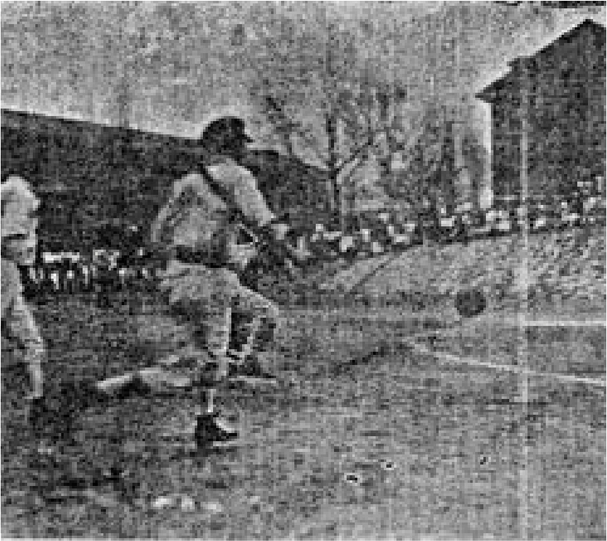
대회 첫째날 경기 모습

조선체육회는 정월 대보름(1921년 2월 13일)에 맞춰 1921년 2월 11일부터 2월 13일까지 제1회 전조선축구대회를 개최했다. 중등부 종목에는 경신학교 축구단, 배재고등보통학교 축구단, 보성고등보통학교 축구단, 오산학교 축구단, 중앙고등보통학교 축구단, 황성기독교청년회학관 축구단, 휘문고등보통학교 축구단 등 7개 선수단이 참가하였고, 청년부 종목에는 동래구락부 축구단, 무오 축구단, 반도청년구락부 축구단, 배재구락부 축구단, 숭실구락부 축구단, 연희구락부 축구단, 전평양 축구단, 조선불교청년회 축구단, 천도교청년회 축구단, 청주청년회 축구단, 한성은행 축구단 등 11개 선수단이 참가했다. 경기는 일본의 아사히 신문에서 발행한 운동 연감에 실린 축구 경기 규칙에 따라 진행되었다. 경기 입장료는 성인 20전, 어린이 10전이었다. 경기가 무승부로 끝났을 경우, 코너킥과 프리킥을 얻은 횟수만큼 각 1점, 득점에 실패한 패널티킥을 얻은 횟수만큼 각 2점으로 계산하여, 경기 기록 점수가 많은 팀이 다음 라운드에 진출하는 방식으로 진행되었다.

## 대회 중단
조선체육회는 대회를 앞두고 경기 규칙에 대해 강습회를 열고 선수들에게 경기 규칙서를 나눠졌지만, 경기 도중 선수간 경기 규칙에 대한 해석 차이로 인한 분규가 끊임없이 일어났다. 대진표를 미리 짜지 않고 경기마다 추첨을 통해 대진을 결정하는 등 대회 운영이 미숙했고 심판에 대한 권위의식이 없었기 때문에 대회를 진행하는데 어려움이 있었다. 이에 조선체육회는 대회 2일차인 1921년 2월 12일 경기에는 킹스 칼리지 런던에서 축구를 했던 서병희를 심판으로 임명하여 경기를 진행했다.
하지만 청년부 준결승 경기에서 서울의 배재구락부와 평양의 숭실구락부 경기 후반전 도중 오프사이드 반칙에 대한 논란으로 경기가 중단된 사이 관중간 욕설과 폭행이 오가는 난동이 발생했다. 난동으로 경기를 속행할 수 없게 되자 경기는 중단되었고, 중학부와 청년부 모두 우승팀을 가리지 못한채 대회가 중단되었다.
대회 중단 사태의 여파로 평양YMCA가 주최하여 평양 숭실운동장에서 개최된 제1회 전조선축구대회에 배재 측에서 보복을 우려하여 중학부와 청년부 종목 모두 불참했다.

## 경기장
| 경기장                  | 도시 | 좌석 | 수용 | 부문   | 세부 종목 | 비고 |
| ----------------------- | ---- | ---- | ---- | ------ | --------- | ---- |
| 배재고등보통학교 운동장 | 경성 |      |      | 전부문 | 전종목    |      |

## 축구단
| 부문        | 축구단                             | 도시 | 첫 참가 | 횟수 | 비고 |
| ----------- | ---------------------------------- | ---- | ------- | ---- | ---- |
| 청년부 남자 | 동래구락부 축구단 (경남)           | 동래 | 1921    | 1    |      |
| 청년부 남자 | 무오 축구단 (평남)                 | 평양 | 1921    | 1    |      |
| 청년부 남자 | 반도청년구락부 축구단 (경기)       | 경성 | 1921    | 1    |      |
| 청년부 남자 | 배재구락부 축구단 (경기)           | 경성 | 1921    | 1    |      |
| 청년부 남자 | 숭실구락부 축구단 (평남)           | 평양 | 1921    | 1    |      |
| 청년부 남자 | 연희구락부 축구단 (경기)           | 경성 | 1921    | 1    |      |
| 청년부 남자 | 전평양 축구단 (평남)               | 평양 | 1921    | 1    |      |
| 청년부 남자 | 조선불교청년회 축구단 (경기)       | 경성 | 1921    | 1    |      |
| 청년부 남자 | 천도교청년회 축구단 (경기)         | 경성 | 1921    | 1    |      |
| 청년부 남자 | 청주청년회 축구단 (충북)           | 청주 | 1921    | 1    |      |
| 청년부 남자 | 한성은행 축구단 (경기)             | 경성 | 1921    | 1    |      |
|             |                                    |      |         |      |      |
| 중학부 남자 | 경신학교 축구단 (경기)             | 경성 | 1921    | 1    |      |
| 중학부 남자 | 배재고등보통학교 축구단 (경기)     | 경성 | 1921    | 1    |      |
| 중학부 남자 | 보성고등보통학교 축구단 (경기)     | 경성 | 1921    | 1    |      |
| 중학부 남자 | 오산학교 축구단 (평북)             | 정주 | 1921    | 1    |      |
| 중학부 남자 | 중앙고등보통학교 축구단 (경기)     | 경성 | 1921    | 1    |      |
| 중학부 남자 | 황성기독교청년회학관 축구단 (경기) | 경성 | 1921    | 1    |      |
| 중학부 남자 | 휘문고등보통학교 축구단 (경기)     | 경성 | 1921    | 1    |      |

## 경기 일정
| 1921년    | 1921년    | 2월  | 2월  |
| 1921년    | 1921년    | 11일 | 12일 |
| --------- | --------- | ---- | ---- |
| 청년부    | 남자      |      |      |
| 중학부    | 남자      |      |      |
| 일일 합계 | 일일 합계 | 0    | 0    |
| 누적 합계 | 누적 합계 | 0    | 0    |

## 경기 결과

### 청년부
|  | 1라운드                      | 1라운드                  |                            |      | 2라운드 | 2라운드 |  |  | 준결승 | 준결승 |  |  | 결승 | 결승 |
|  |                              |                          |                            |      |         |         |  |  |        |        |  |  |      |      |
|  | 2월 11일 - 경성              |                          |                            |      |         |         |  |  |        |        |  |  |      |      |
|  |                              |                          |                            |      |         |         |  |  |        |        |  |  |      |      |
|  | 배재구락부 축구단 (경기)     | 6                        |                            |      |         |         |  |  |        |        |  |  |      |      |
|  | 배재구락부 축구단 (경기)     | 6                        | 경성                       |      |         |         |  |  |        |        |  |  |      |      |
|  | 한성은행 축구단 (경기)       | 0                        |                            |      |         |         |  |  |        |        |  |  |      |      |
|  | 한성은행 축구단 (경기)       | 0                        | 배재구락부 축구단 (경기)   | 불명 |         |         |  |  |        |        |  |  |      |      |
|  | 2월 12일 - 경성              |                          | 배재구락부 축구단 (경기)   | 불명 |         |         |  |  |        |        |  |  |      |      |
|  |                              | 무오 축구단 (평남)       | 불명                       |      |         |         |  |  |        |        |  |  |      |      |
|  | 무오 축구단 (평남)           | 무오 축구단 (평남)       | 불명                       | A    |         |         |  |  |        |        |  |  |      |      |
|  | 무오 축구단 (평남)           |                          | 2월 12일 - 경성            | A    |         |         |  |  |        |        |  |  |      |      |
|  | 조선불교청년회 축구단 (경기) |                          |                            |      |         |         |  |  |        |        |  |  |      |      |
|  | 배재구락부 축구단 (경기)     |                          |                            |      |         |         |  |  |        |        |  |  |      |      |
|  |                              |                          |                            |      |         |         |  |  |        |        |  |  |      |      |
|  |                              | 숭실구락부 축구단 (평남) |                            |      |         |         |  |  |        |        |  |  |      |      |
|  |                              |                          |                            |      |         |         |  |  |        |        |  |  |      |      |
|  | 경성                         |                          |                            |      |         |         |  |  |        |        |  |  |      |      |
|  |                              |                          |                            |      |         |         |  |  |        |        |  |  |      |      |
|  | 숭실구락부 축구단 (평남)     | 불명                     |                            |      |         |         |  |  |        |        |  |  |      |      |
|  | 숭실구락부 축구단 (평남)     | 불명                     |                            |      |         |         |  |  |        |        |  |  |      |      |
|  |                              |                          | 천도교청년회 축구단 (경기) | 불명 |         |         |  |  |        |        |  |  |      |      |
|  |                              |                          | 천도교청년회 축구단 (경기) | 불명 |         |         |  |  |        |        |  |  |      |      |
|  |                              |                          | 2월 13일 - 경성            |      |         |         |  |  |        |        |  |  |      |      |
|  |                              |                          |                            |      |         |         |  |  |        |        |  |  |      |      |
|  |                              |                          |                            |      |         |         |  |  |        |        |  |  |      |      |
|  | 2월 11일 - 경성              |                          |                            |      |         |         |  |  |        |        |  |  |      |      |
|  |                              |                          |                            |      |         |         |  |  |        |        |  |  |      |      |
|  | 연희구락부 축구단 (경기)     | 1                        |                            |      |         |         |  |  |        |        |  |  |      |      |
|  | 연희구락부 축구단 (경기)     | 1                        | 경성                       |      |         |         |  |  |        |        |  |  |      |      |
|  | 동래구락부 축구단 (경남)     | 0                        |                            |      |         |         |  |  |        |        |  |  |      |      |
|  | 동래구락부 축구단 (경남)     | 0                        | 연희구락부 축구단 (경기)   | 불명 |         |         |  |  |        |        |  |  |      |      |
|  | 2월 11일 - 경성              |                          | 연희구락부 축구단 (경기)   | 불명 |         |         |  |  |        |        |  |  |      |      |
|  |                              | 청주청년회 축구단 (충북) | 불명                       |      |         |         |  |  |        |        |  |  |      |      |
|  | 청주청년회 축구단 (충북)     | 청주청년회 축구단 (충북) | 불명                       | A    |         |         |  |  |        |        |  |  |      |      |
|  | 청주청년회 축구단 (충북)     |                          | 2월 12일 - 경성            | A    |         |         |  |  |        |        |  |  |      |      |
|  | 반도청년구락부 축구단 (경기) |                          |                            |      |         |         |  |  |        |        |  |  |      |      |
|  | 연희구락부 축구단 (경기)     |                          |                            |      |         |         |  |  |        |        |  |  |      |      |
|  |                              |                          |                            |      |         |         |  |  |        |        |  |  |      |      |
|  |                              |                          | 전평양 축구단 (평남)       |      |         |         |  |  |        |        |  |  |      |      |
|  |                              |                          |                            |      |         |         |  |  |        |        |  |  |      |      |
|  |                              |                          |                            |      |         |         |  |  |        |        |  |  |      |      |
|  |                              |                          |                            |      |         |         |  |  |        |        |  |  |      |      |
|  |                              |                          |                            |      |         |         |  |  |        |        |  |  |      |      |
|  |                              |                          |                            |      |         |         |  |  |        |        |  |  |      |      |
|  |                              |                          |                            |      |         |         |  |  |        |        |  |  |      |      |
|  |                              |                          |                            |      |         |         |  |  |        |        |  |  |      |      |
|  |                              |                          |                            |      |         |         |  |  |        |        |  |  |      |      |
|  |                              |                          |                            |      |         |         |  |  |        |        |  |  |      |      |
|  |                              |                          |                            |      |         |         |  |  |        |        |  |  |      |      |

청년부 종목은 동래구락부 축구단, 무오 축구단, 반도청년구락부 축구단, 배재구락부 축구단, 숭실구락부 축구단, 연희구락부 축구단, 전평양 축구단, 조선불교청년회 축구단, 천도교청년회 축구단, 청주청년회 축구단, 한성은행 축구단 등 11개 선수단이 참가했다. 1921년 2월 11일에 진행된 1라운드 경기에서 배재구락부 축구단이 한성은행 축구단을 상대로 6:0으로 승리했고, 연희구락부 축구단이 동래구락부 축구단을 상대로 1:0으로 승리했다. 무오 축구단은 조선불교청년회 축구단과 비겼으나 대회 규정에 따라 경기 기록 점수가 많아 다음 라운드로 진출에 성공했고, 청주청년회 축구단은 반도청년구락부 축구단과 비겼으나 경기 기록 점수가 많아 다음 라운드 진출에 성공했다. 배재구락부 축구단과 숭실구락부 축구단의 준결승 경기에서 서병희 주심이 숭실구락부에 대하여 선언된 오프사이드 반칙에 대해 숭실구락부 선수가 강하게 항의하자 퇴장을 명했고, 그로 인해 양 선수단의 주장이 강하게 부딪혀 경기가 중단되었다. 이로 인해 관중 간에도 분규가 발생하여 대회가 중단되었다.

### 중학부
|  | 1라운드                 | 1라운드                 |                         |  | 준결승 | 준결승 |  |  | 결승 | 결승 |
|  |                         |                         |                         |  |        |        |  |  |      |      |
|  | 2월 12일 - 경성         |                         |                         |  |        |        |  |  |      |      |
|  |                         |                         |                         |  |        |        |  |  |      |      |
|  | 배재고등보통학교 (경기) |                         |                         |  |        |        |  |  |      |      |
|  | 2월 12일 - 경성         |                         |                         |  |        |        |  |  |      |      |
|  | 경신학교 (경기)         | 기권                    |                         |  |        |        |  |  |      |      |
|  | 경신학교 (경기)         | 기권                    | 배재고등보통학교 (경기) |  |        |        |  |  |      |      |
|  |                         |                         |                         |  |        |        |  |  |      |      |
|  |                         | 중앙고등보통학교 (경기) | 기권                    |  |        |        |  |  |      |      |
|  | 중앙고등보통학교 (경기) | 중앙고등보통학교 (경기) | 기권                    |  |        |        |  |  |      |      |
|  |                         |                         | 2월 13일 - 경성         |  |        |        |  |  |      |      |
|  | 불명                    |                         |                         |  |        |        |  |  |      |      |
|  | 배재고등보통학교 (경기) | 기권                    |                         |  |        |        |  |  |      |      |
|  | 배재고등보통학교 (경기) | 기권                    |                         |  |        |        |  |  |      |      |
|  |                         | 오산학교 (평북)         | 기권                    |  |        |        |  |  |      |      |
|  | 오산학교 (평북)         | 오산학교 (평북)         | 기권                    |  |        |        |  |  |      |      |
|  | 2월 12일 - 경성         |                         |                         |  |        |        |  |  |      |      |
|  | 불명                    |                         |                         |  |        |        |  |  |      |      |
|  | 오산학교 (평북)         |                         |                         |  |        |        |  |  |      |      |
|  |                         |                         |                         |  |        |        |  |  |      |      |
|  |                         | 휘문고등보통학교 (경기) | 기권                    |  |        |        |  |  |      |      |
|  | 휘문고등보통학교 (경기) | 휘문고등보통학교 (경기) | 기권                    |  |        |        |  |  |      |      |
|  |                         |                         |                         |  |        |        |  |  |      |      |
|  | 불명                    |                         |                         |  |        |        |  |  |      |      |
|  |                         |                         |                         |  |        |        |  |  |      |      |

중등부 종목은 경신학교 축구단, 배재고등보통학교 축구단, 보성고등보통학교 축구단, 오산학교 축구단, 중앙고등보통학교 축구단, 황성기독교청년회학관 축구단, 휘문고등보통학교 축구단 등 7개 선수단이 참가했지만 대회가 중단되어 결승 경기가 개최되지 못했다. 1921년 2월 12일에 진행된 1라운드 경기에서 배재고등보통학교 축구단과 맞붙은 경신학교 축구단이 심판의 판정에 대해 이의를 제기하였으나 이를 받아들여지지 않자 기권하였다. 준결승에서 중앙고등보통학교 축구단이 배재고등보통학교 축구단을 상대로 0:0으로 비긴 후, 당시 대회 규정에 따라 벌점으로 승패를 결정하는 과정에서 분쟁이 발생하자 기권하였다. 또한 준결승에서 휘문고등보통학교 축구단을 상대하게 된 오산학교 축구단은 대회 도중 분규가 발생하여 기권하였다. 배재고등보통학교 축구단과 오산학교 축구단의 결승 경기는 청년부 준결승 경기에서 발생한 분규로 인해 양 선수단이 기권하면서 개최되지 못했다.

## 참고 문헌
- “대한체육회 국내종합경기대회”. 대한체육회.
- “제2회 전국체육대회”. 대한체육회.
- “제2회 전국체육대회 축구 경기 결과”. 대한체육회.
- “제2회 전국체육대회 축구 청년부 경기 결과”. 대한체육회.
- “제2회 전국체육대회 축구 청년부 남자 경기 결과”. 대한체육회.
- “제2회 전국체육대회 축구 중학부 경기 결과”. 대한체육회.
- “제2회 전국체육대회 축구 중학부 남자 경기 결과”. 대한체육회.
- 《대한체육회 50년》. 대한체육회. 1970. 2020년 11월 8일에 원본 문서에서 보존된 문서. 2022년 11월 5일에 확인함.
- 《대한체육회 70년사》. 대한체육회. 1990. 2020년 11월 8일에 원본 문서에서 보존된 문서. 2022년 11월 5일에 확인함.
- 《대한체육회 90년사》. 대한체육회. 2011. 2020년 11월 8일에 원본 문서에서 보존된 문서. 2022년 11월 5일에 확인함.
- 대한체육회 100주년 기념사업부 (2020). 《대한민국 체육 100년》. 대한체육회. 2023년 9월 21일에 원본 문서에서 보존된 문서. 2024년 1월 7일에 확인함.
- 《韓國蹴球百年史(한국축구백년사)》. 대한축구협회. 1986.
- “전조선축구대회”. 대한축구협회. 2012년 8월 11일에 원본 문서에서 보존된 문서. 2024년 1월 17일에 확인함.
- “전조선축구대회”. 대한축구협회. 2014년 11월 11일에 원본 문서에서 보존된 문서. 2024년 1월 7일에 확인함.
- “제2회 전국체육대회 축구 경기 결과”. 대한체육회.[깨진 링크(과거 내용 찾기)]
- “전조선축구대회”. 대한축구협회. 2014년 11월 11일에 원본 문서에서 보존된 문서. 2024년 1월 7일에 확인함.
- 정태화 (2020년 5월 7일). “[대한민국 스포츠 100년](22)우승팀 못가린 창설 축구대회”. 마니아타임즈.
- “전선축구대회, 조선체육회 주최와 본사 대대적 후원 하에서 개최”. 매일신보. 1921년 2월 2일.
- “조선체육회 주최 매일신보 후원의 축구대회 취지서”. 매일신보. 1921년 2월 3일.
- “全鮮蹴球大競技會와 各參加團體의 白熱的練習”. 매일신보. 1921년 2월 8일.
- “龍壤虎搏할 健兒의 蹴球大競技에 본사의 풍부한 상품과 우승기는 誰에게, 보라 건아의 싸움을, 금일이 실업단 예선경쟁”. 매일신보. 1921년 2월 11일.
- “全鮮蹴球大會(전선축구대회)”. 조선일보. 1921년 2월 11일.
- “활기충천하고 천지를 진동하는 應接聲과 박수 갈채리에 勇者의 豫選戰, 질러라 뛰어라 플레이, 성대한 입장식과 상황”. 매일신보. 1921년 2월 13일.
- “사진: 축구대회 제1일의 예선경기의 광경”. 매일신보. 1921년 2월 13일.
- “제2회 예선전과 培材俱樂部 승리, 배재가 두 점을 얻고 무오는 참패해”. 매일신보. 1921년 2월 13일.
- “만천하의 대대적 환영리에 개최된 全鮮蹴球大會의 제3일 결승전은 부득이 중지, 선수의 성적이 너무 과한 연고로 그만 중지되었다, 타파 지방열”. 매일신보. 2021년 2월 16일.
- “每申評壇: 朝鮮體育會와 蹴球大會(1~4)”. 매일신보. 1921년 2월 17일.